# Korni nyelv

Cornwall zászlaja

A korni nyelv vagy cornwalli nyelv (korniul: Kernowek) a kelta nyelvek brit ágához tartozó nyelv. A korni Cornwall egyes részein a 18. századig volt közösségi nyelv, majd a 20. század elejétől többször próbálkoztak újjáélesztésével.
Újjáélesztése 1904-ben kezdődött, mikor Henry Jenner, a kelta nyelvek egyik rajongója megjelentette Handbook of the Cornish Language című könyvét. Szótárának alapja a 18. századi beszélt korni nyelv volt, de később tanulója, Robert Morton Nance a kiadványt úgy alakította át, hogy a nyelv 16. századi, az angol hatást még nem tükröző állapotát mutassa be. Ez meghatározta a nyelv következő néhány évtizedét. Mivel a nyelvtanulók nem tudtak megállapodni, hogy melyik formát használják, a század végén rengeteg változat versenyzett egymással.
Az évtizedek folyamán számos korni nyelvű irodalmi és tankönyv jelent meg. Egyre nagyobb számban tanulják az emberek a nyelvet. Napjainkban kezdett el ismét fejlődni a zene, a filmek, a gyermekkönyvek. Néhány gyermek Cornwallban kétnyelvű környezetben nőtt fel, s az általános iskolákban is elkezdték tanítani a nyelvet. A korni nyelvet hivatalosan 2002-ben ismerték el A regionális vagy kisebbségi nyelvek európai kartája keretein belül, s 2008-ban elfogadták az egységes írott formát, mellyel megpróbálták egységesíteni a nyelvet, s elindítani a revitalizáció útján.

## Jelenlegi helyzet

### Egy felújított nyelv
A 20. században sokat foglalkoztak azzal, hogy a korni ismét a mindennapokban használt beszélt és írott nyelvvé váljék. (a modern korni nyelvjárásairól lásd lejjebb).
A korniul beszélők száma növekszik. Az arány meghatározásának egyik kulcskérdése az, mit tekint a tudomány egy nyelv ismeretének. Egy mutatószám alapján 300 000 olyan ember van, aki pár alapvető szót ismer korni nyelven, például tudja, hogy „Kernow” „Cornwall”-t jelent; ugyanez a felmérés kimutatta, hogy egyszerűbb párbeszéd lefolytatására mintegy 3 000 ember képes. Kenneth MacKinnon 2000-es tanulmánya azt írja, hogy akkor megközelítőleg 30 ember volt, aki folyamatosan beszélte a kornit, például átlagos sebességen volt képes mindennapi témákról beszélgetni. A korni nyelvi stratégia projekt 2007-ben kvantitatív és kvalitatív mérésekkel megpróbálja felbecsülni a korniul beszélőket. Az újjáélesztő projekt eredményeképpen 2008 tavaszán 2000 ember beszél folyékonyan korniul. 30 év alatt néhány embert találtak, akik angolul és korniul is tudtak beszélni.
A korni még mindig jelen van a helységnevekben, és a nyelv ismerete segít megérteni a települések nevének eredetét. Számos korni nevet használnak gyermekek, háziállatok, házak és hajók elnevezésekor. A korni irodalom felfutó ágban van, melynek a legfontosabb része a költészet, ezen belül is a szóban vagy énekelve terjedő, vagy mint régen a hagyományos korni kántálások, melyeket vallási ünnepekkor a piactereken adtak elő.
A Cornwalli megyei tanácsnak van egy szakpolitikája, egy bizottsága, mely a nyelvet támogatja, és mostanában fogadtak el egy javaslatot, hogy az európai regionális és kisebbségi nyelvek kartájában legyen nevesítve ez a nyelv is.
Vannak egynyelvű periodikák is korniul, mint például az An Gannas, az An Gowsva, és az An Garrick. A BBC Radio Cornwall és a Pirate FM rendszeresen korniul ad hírt, és néha vannak műsorai tanulóknak és nyelvrajongóknak. A helyi hírlapok, mint a Western Morning News rendszeresen jelentet meg korni cikkeket, és a The Packet, a The West Briton és a The Cornishman szintén támogatja a mozgalmat.
A nyelvet anyagilag több forrásból is támogatják, többek között a Millennium Commission. A templomokon egyre nagyobb számban jelennek meg angol és korni feliratok is. Számos, a nyelvvel foglalkozó szervezet van Conwallban, többek között az Agan Tavas (Mi Nyelvünk), az Európai kevésbé használt nyelvek irodája, a Gorseth Kernow, a Kesva an Taves Kernewek (a Korni Nyelvi Bizottság), a Kowethas an Yeth Kernewek (Korni Nyelv Baráti Köre) és a Teere ha Tavas (Terület és Nyelv). Egy szervezet, a, Dalleth az iskoláskor alatti gyermekek körében népszerűsíti a nyelvet. Sok népszerű rendezvény van, néhány régi, néhány új, amelyek vagy használják a nyelvet, vagy teljesen ezen folynak.
A nyelvet hivatalosan is elismerték a Brit-szigetek egyik történelmi regionális és kisebbségi nyelvének (az európai elfogadást lásd lejjebb) Ez könnyebbé teszi a különböző alapítványoktól és forrásoktól elérhető pénzek lehívását. Néhány bevásárlóközpont, önkormányzati épület, (köztük nyilvános illemhelyek tanácstermek is) és most már a cornwalli night clubok is korlátozott mértékben, de használják a korni nyelvrendszert; egy rendelet lehetővé teszi, hogy az EU általános kulturális és nyelvi örökség alapjából is támogatást kapjon.
Sok kritika érte az UNESCO Atlas of World Languages-t szerkesztő nyelvészeinek azt a véleményét, mely szerint a korni egy kihalt nyelv. Christopher Moseley, az Atlasz szerkesztője azt mondta, hogy a következő kiadásban szerepelni fog egy ismét felélesztett nyelvek csoportja.

### Európai elfogadás

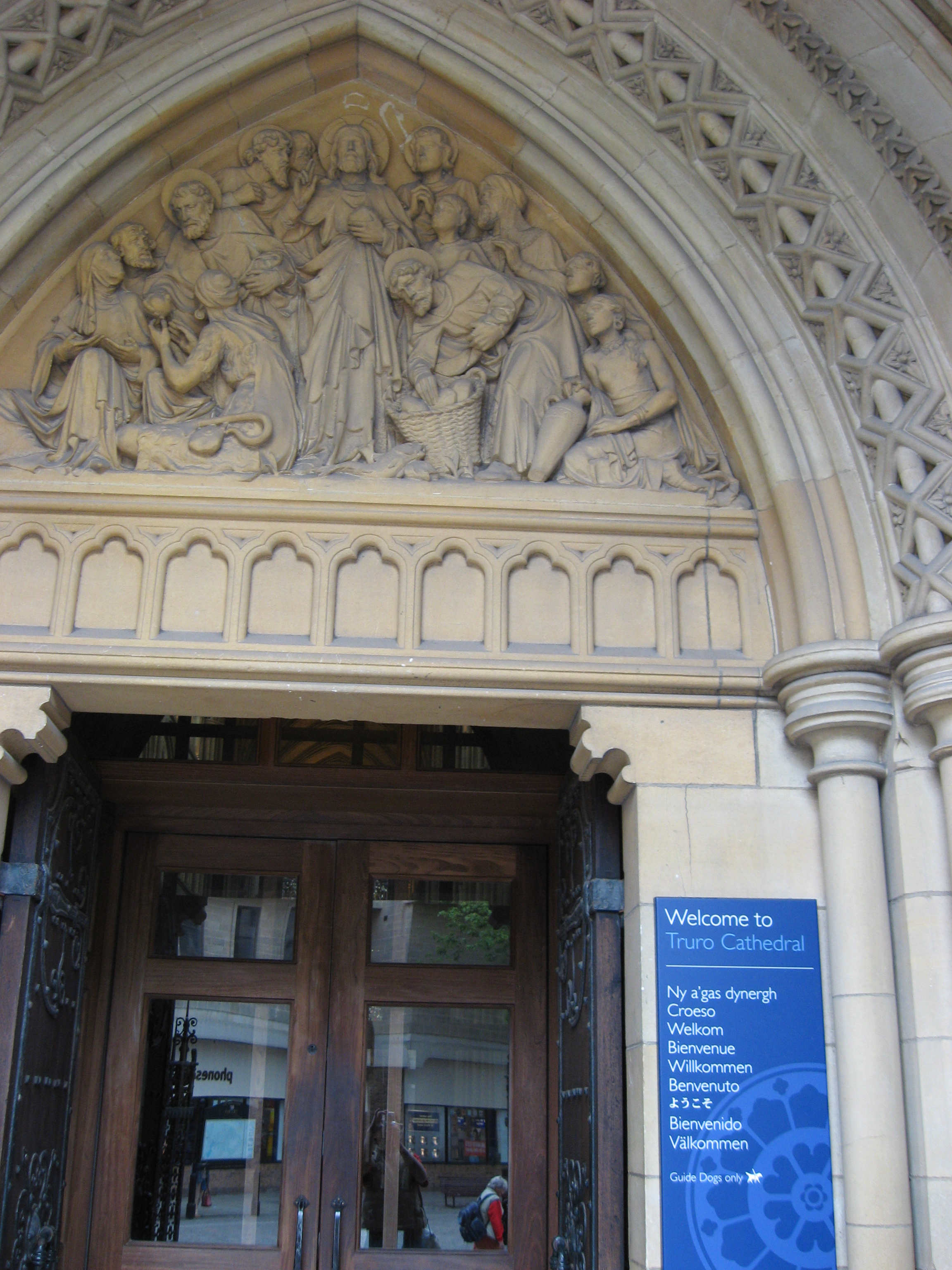
Többnyelvű többek között korni üdvözlő jelzés a trurói székesegyházon.

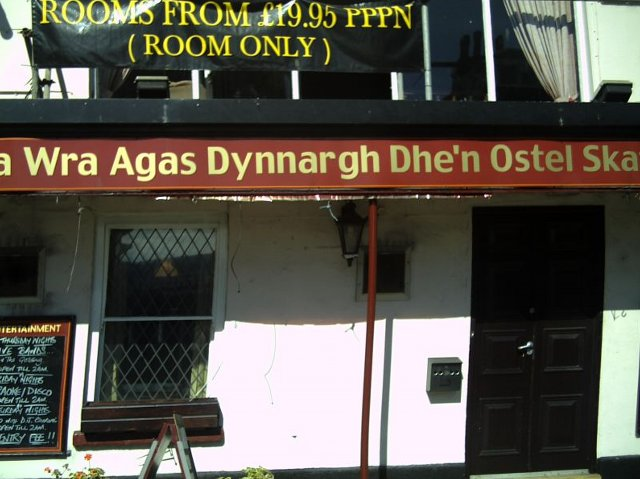
A korni nyelvvel Cornwallban sok felé lehet találkozni.

2002. november 5-én egy parlamenti kérdésre a helyi kormányzó és a régiók minisztere, Nick Raynsford így válaszolt:
"Alapos megfontolást követően és egy, a kormány felkérésére készített akadémiai felmérés eredményeire támaszkodva úgy döntöttünk, a kornit elismerjük az Európai Regionális és Kisebbségi Nyelvek Kartájának második része alá eső nyelvnek. A kormány továbbítja döntését az Európa Tanács felé.

"A karta célja, hogy védje és támogassa az európai regionális és kisebbségi nyelveket. Elismeri, hogy ezek közül számosnak a léte veszélyben van, és ezek védelme, erősítése hozzájárul Európa kulturális sokszínűségéhez és történelmi hagyományaihoz.

"Ez egy jó irányba tett lépés a nyelv szimbolikus jelentőségének elismeréséhez, amit a korni önazonosság-tudat és hagyományok terén kifejtett.

"A korni csatlakozik a walesihez, a skót gael, az ír, a skót és az ulsteri skót mellé a karta által védett és támogatott nyelvek közé, mely szükségessé teszi, hogy a kormány elismerje és támogassa."
A hivatalnokok elkezdték a tárgyalásokat a Cornwalli Megyei Tanáccsal és más korni nyelvű szervezetekkel, hogy biztosítsák, hogy a kornit beszélők és az ezt tanulók véleményét figyelembe vegyék, mikor a kartát átültetik a valóságba.

### A korni nyelv kormánytól kapott támogatásai
2005 júniusában, miután a nyelvvédő és egyéb csoportok, mint például a Gorseth Kernow erősebben lobbizott, a kormány három éven keresztül évi 80 000 fontot különített el a központi kormányzati költségvetésből a korni nyelv támogatására. Azonban ellentmondás volt ez és aközött az 100 000 font között, amit ugyanezen időszak alatt az ulsteri scots nyelv kapott. Ez a döntés azt követően jött létre, hogy a brit kormány elismerte a Regionális és Kisebbségi Nyelvek Európai Kartáját. A következőképp indokolták a támogatás mértékét: "Az iskolarendszeren belül nem merült fel igény az ulsteri scots tanítására. Vannak olyan félelmek, hogy míg a II. szintre sorolt korni nyelv a lassan haladók között marad, az ulsteri scotsot a III. szintbe tartozó nyelvvé alakítják.

## Csoportosítás
A korni a kelta nyelvekhez tartozik, a walesihez, bretonhoz, az utód nélkül kihalt kumbriaihoz és talán a feltételezett ivernihez hasonlóan. A kornit leginkább Cornwallban beszélik. A skót gael, az ír és a manx mind a különálló észak-kelta nyelvek csoportjába tartoznak. A korni nyelv alapszókincsének 80%-a megtalálható a bretonban, 75%-a a walesiben, 35%-a az írben és 35%-a a skót gaelben. Összehasonlításul: a walesi és a breton között 70% a kapcsolat.

## Története

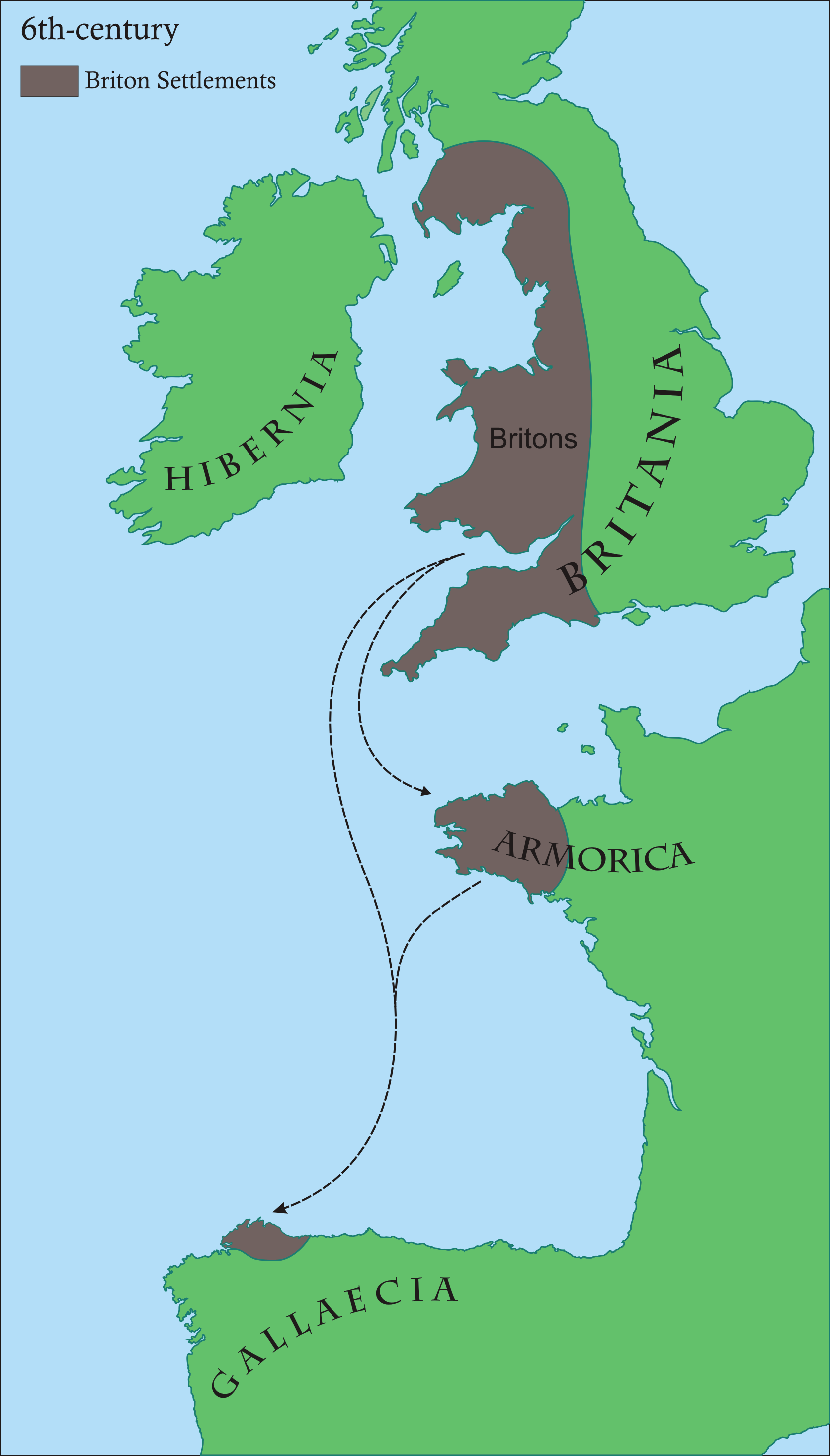
A briton nyelvek elterjedtsége a 6. század környékén. A walesi, a korni és a briton nyelvek nagyon közeli rokonok.

### Általános áttekintés
Az előkorni azután kezdett el fejlődni, miután Somerset, Dorset, Devon és Cornwall délnyugati britonjai nyelvileg kezdtek elkülönülni a nyugati britonoktól, melyből később, a devonlami csatát követően, 577 környékén Wales lakosai lettek. A következő évszázadokban Wessex terjeszkedésével a délnyugati britonok által ellenőrzött terület gyorsan kezdett csökkenni. 927-ben Athelstan kiűzte Exeterből a délkeleti keltákat, s 936-ban a Tamar partjáig tolta ki az angolszász Wessex és a kelta Cornwall közötti határt. Nincs arról feljegyzés, hogy hadjárata Cornwallra is kiterjedt volna. Az tűnik valószínűnek, hogy Hywel, a korniak királya adófizetésben állapodott meg Athelstannal, s így ez a terület megmenekült a további támadásoktól, és magas fokú autonómiát kapott, s 936-ban Athelstan Cornwall határát a Tamar-folyó vonalában rögzítette. Azonban a korni nyelv fennmaradt a középkorban is, és Ken George becslései szerint beszélőinek száma 39 000 körül volt a 13. században. Azonban a kornit beszélők aránya folyamatosan csökkent:
| 1050 | 1200 | 1300 | 1400 | 1500 | 1600 | 1700 | 1800 | 1900 | 2008 |
| 95%  | 86%  | 73%  | 61%  | 48%  | 26%  | 5%   | 0,5% | 0%   | 0,1% |

A korni első írott emléke Boethius egy latin nyelvű kéziratának, a De Consolatione Philosophiae széljegyzetében olvasható. A következő szöveg szerepelt ott: ud rocashaas. Ennek jelentése: „(az ész) utálja a homályos helyeket”.

A nyelvi határ változása Cornwallban 1300-1750 között

#### Korai modern időszak
VIII. Henrik uralkodása idejéről Andrew Borde 1542-es Boke of the Introduction of Knowledge című írásában maradtak fenn adatok. Ebben a következőket írta: “Cornwallban kétféle beszéd van: az egyik az angol, a másik a korni. És vannak olyan férfiak és nők, akik egy szót sem tudnak angolul, csak korniul beszélnek.”
1548-ban az imakönyves felkelés idején – ami a parlament által elfogadott első egységesítési törvény ellen tört ki – az emberek többsége nem értette vagy nem beszélte az angolt. (A törvény bevezetésének célja az volt, hogy az istentisztelet nyelvét latinról angolra cserélje, mely nyelvet a törvényalkotók elképzelése szerint mindenki beszélt Angliában. Azonban egyszerű nyelvcsere helyett a törvény erőltette a nyelvváltást). 1549-ben, az új nyelv bevezetése élet és halál kérdése volt: VI. Edward serege több mint 4000, a misekönyv lecserélése ellen tiltakozót gyilkoltatott le. Vezetőiket kivégezték, az emberek közül többet börtönbe vetettek.
A felkelők dokumentuma kimondta, hogy vissza akarnak térni a régi vallási gyakorlathoz, és a nyilatkozat a következőképp zárult: „Mi, cornwalliak (kik közül többen nem értjük az angol nyelvet) egységesen visszautasítjuk ezt az új angolt”. (Módosult az íráskép.) Edward Seymour, Somerset hercege válaszolt nekik. Melyben afelől érdeklődött, miért érzik magukat bántva az angol nyelvű istentisztelet miatt, mikor a most használt latint sem értik. Több tényező miatt – melynek része az elszenvedett emberveszteség és az angol térhódítása – az imakönyves felkelés fordulópontot jelentett a korni nyelv számára. Valójában több mai kutatás is azt mutatja, hogy a felkelés előtti, korni nyelvet beszélő lakosság is alacsony számú volt, amit súlyosbított az ezt követő hanyatlás.
A korai modern kornit a walesi nyelvész, Edward Lhuyd 1702-ben tanulmányozta, és arra a következtetésre jutott, hogy a középkori nyelvtől a sokkal egyszerűbb szerkezetek és nyelvtan miatt különbözik. Ilyen különbség, hogy sokkal gyakrabban használtak bizonyos módbeli toldalékokat, amik Lhuyd idejében már nem voltak annyira használatban. A középkori korniban sokkal nagyobb szerepe volt a szórendnek. A középkori korni további két igeidőt használt a múltbéli történések kifejezésére, és sokkal több, a birtoklásra vonatkozó végződést használt. Erre az időre kimutathatóan csökkent elterjedtsége a virágkorához képest, és a helyzet a következő században továbbromlott. Richard Carew 1602-es – The survey of Cornwall című írásában megjegyzi, hogy a korni nyelvet korszakára gyökeresen kiirtották. Szavai szerint Ennek a nyelvnek a szeretete és tudása Dr. Kennallban, éltek, s halálával ezek az értékek eltűntek. Egyes állítások szerint Towednack falu temploma volt az utolsó, ahol korni nyelven szentmisét tartottak (1678-ban).

#### 19–20. század
Gyakran azt állítják, hogy az utolsó ember, akinek a korni volt az anyanyelve az 1777-ben meghalt, Mousehole-ban lakó Dolly Pentreath volt. Mindazonáltal állítólagos utolsó szavai ezek voltak: „Me ne vidn cewsel Sawznek!” („Nem akarok angolul beszélni!”), legalább egy kicsit tudott ugyanolyan szépen angolul beszélni, mint korniul. Az utolsó ismert, csak egy nyelven beszélő korni Chesten Marchant lehetett, aki 1676-ban Gwithian-ban halt meg. Azonban úgy tűnik, Dolly Pentreath folyékonyan beszélte a nyelvet, és ő volt az utolsó a nyelv 20. századi újraéledése előtt, aki ezt folyamatosan tudta használni. Azonban van már arra bizonyíték, hogy egy maréknyi ember beszélte a nyelvet a 19. században és a 20. század elején is. 1875-ben felfedeztek hat, a nyelvet beszélő, már a hatvanas éveikben járó embert; és többen azt állítják, hogy az 1891-ben meghalt, St Jsutből származó John Davey lehetett a korni utolsó hagyományos beszélője. Mások azonban vitatják ezt, és azt mondják, az 1906-ban meghalt Alison Treganning volt az, de erre a korra már kezdett elterjedni a felélesztett korni. Halászok az 1940-es években egy korni rímes verssel számolták a kifogott halakat. Richard Gendall korni nyelvész azt állítja, hogy az angol néhány nyelvjárásában, leginkább a Cornwallban beszéltek (ezen belül is a West Penwith nyelvjárás, melynek területén a hagyományos kornit a legtovább beszélték) erős szókincsi és prozódiai hatást mutat, mely több száz évre visszamenőleg kimutatható.

## Hagyományos korni nyelven írott források

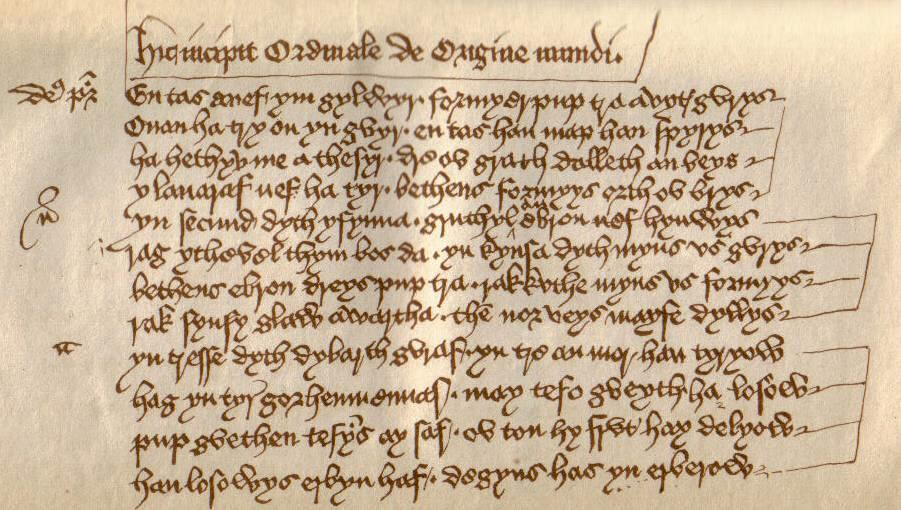
Az Origo Mundi nyitó sorai, Ordinalia első színdarabja, (a középkori korni irodalom magnum opusa. A 14. században egy ismeretlen szerzetes írta.

A délnyugati briton tovább fejlődött, melynek eredményeként létrejött a korni, idővel Anglia délnyugat területeiről visszaszorult Cornwall nyugati csücskére. Kenneth Jackson a hosszú időszakot több, kisebb periódusra bontotta, mely időknek megvolt a maga nyelvi fejlődése. A „kezdetleges kornit” a 600 és 800 közötti időszakban beszélték, de semmilyen nyom nem maradt fenn ebből az időből. Az „ókornit” 800 és 1200 között beszélték, és ebből az időszakból egy szótár és egy különböző, 10. századi szómagyarázatok maradtak fenn. A „középkorni” időszak 1200 és 1578 között volt. Ebből az időből több információforrás is megmaradt, melyek többsége vallási szöveg. Ezek összes hossza megközelítőleg 20 000 sor. A „késői korni” korszak 1578-tól körülbelül 1800-ig tartott, és több forrás maradt fenn ennek a kornak a nyelvéről. Ekkor érezhető mennyiségű szót vett át a nyelv az angolból.
A hagyományos korniról további információval szolgálnak Cornwall településeinek nevei. Ezeket részeikre szedték, és ezekből az értelmes darabokból elemezték ki a régi nyelvet.

## A korni tanulmányok aranykora
William Scawen az egyre inkább hanyatló korni nyelven írt egy epikus művet kézirat formájában. Ennek következtében 1689-ben, 89 éves korában bekövetkezett haláláig folyamatosan fejlődött a nyelv. Ő volt az első költő, aki észrevette, hogy a nyelv elkezdett kihalni, és 78 éves korában elkezdett ezeken a részletes kéziratokon dolgozni. Az egyetlen valaha kiadott változat az első változat, azonban a haláláig írt végleges változat több száz oldalas. Ugyanekkor tudósok egy csoportja John Keigwin of Mousehole vezetésével megpróbálta megmenteni és fejleszteni a korni nyelvet. Számos Biblia-fordítást hagytak hátra. Ezek egyes részek fordításait tartalmazzák. Ezeken kívül szólásokat és énekeket is fordítottak. A csoport kapcsolatban állt Edward Lhuyd walesi nyelvésszel, aki az itteni nyelv kutatása céljából érkezett Cornwallba.
Lhuyd 1702-ben publikált egy a modern kornival foglalkozó tanulmányt, melyet szerinte az különböztet meg a középkori nyelvtől, hogy sokkal egyszerűbb szerkezeteket alkalmaz, és egyszerűbb nyelvtannal is rendelkezik. Ezek közé a különbségek közé tartozik néhány módbeli toldalék szélesebb körben történő használata, melynek Lhuyd idejében kihatása volt a középkori korni szórend kötöttségére is. A középkori nyelv további két igeidőt alkalmazott a múltbeli események kifejezésére, és a birtokos ragok széles tárházával rendelkezett. Edward Lhuyd úgy képzelte el, hogy annak a kornak a nyelvezete erősen ragozó típusú volt. Nem csupán a birtokos esetet, a az ablatívuszt és a locativust használták nagyon gyakran, hanem megszokott volt a részes eset, a tárgyeset, sőt néhány területen a régióban még megszólító esetet is használtak.
John Whitaker, a Ruan Lanihorne manchesteri születésű rektora tanulmányozta a korni nyelv eltűnését. Az 1804-ben megjelent The Ancient Cathedral of Cornwall című tanulmányában arra a következtetésre jutott, hogy "Az angol liturgiát nem fogadták nagy örömmel Cornwallban, de Anglia hatalma már abban az időben rájuk erőltette, mikor a nyelv még ismeretlen volt Cornwallban. Az angol zsarnokoskodásnak ez a lépése egyszerre volt a korni nép elleni barbári lépés s a korni nyelv halálos ítélete."
Robert Williams 1865-ben adta ki az első átfogó korni szótárat, a Lexicon Cornu-Britannicumot. További kéziratos formában fennmaradt középkori korni szótárak segítségével további 2000 szóval bővítve látott napvilágot Whitely Stokes A Cornish Glossary című munkássága. William Borlase 1866-ban jelentette meg a Proverbs and Rhymes in Cornish című munkát, és ugyanebben az évben lett kész John Barnister A Glossary of Cornish Place Names könyve. 1877-ben dr Fredrick Jago adta ki az ő általa szerkesztett English-Cornish Dictionaryt .

## A mai korni nyelv változatai

### Egyszerűsített korni
Az első sikeres kísérlet a korni újjáélesztésére nagyrészt Henry Jenner és Robert Morton Nance korai huszadik századi munkája volt. A rendszert egységesített korninak hívták (Kernewek Unyes) és alapja a középkorni volt (a XIV. és XV. század – a korni irodalom fénykorának nyelve volt), Betűzését egységesítették, szókincsét nagyrészt a breton és walesi alapján kibővítették. Évekig ez volt a modern korni nyelv, és sokan még ma is ezt használják.
Nem sokkal később szembe kellett nézni azzal, hogy a Nance által létrehozott egységesített korni merev és archaikus az irodalmi nyelvezete, és észrevették, hogy a nyelv fonológiája nem tartalmaz néhány hangot, mely a hagyományos korniban szerepelt. Az 1970-es években, Tim Saunders több helyen változtatott, hogy hatékonyabb legyen ezen a nyelven a kommunikáció, de munkásságának nem volt folytatása, a további fejlesztések ettől teljesen függetlenül zajlottak.

### Modern vagy késői felújított korni nyelv (RLC)
Az 1980-as évek elején Richard Gendall – aki Nance-szel együtt dolgozott – egy új rendszert, mely többek között Nicholas Boson, John Boson, William Rowe, Thomas Tonkin és mások munkáin alapult, kik közül néhányuknak a korni anyanyelve volt. Ezt a rendszert modern korninak (Curnoack Nowedga, Kernowek Noweja UCR-ben) hívták, mely az egységesített kornitól leginkább a 17. és 18. században használt, az angolon alapuló helyesírást használt, de ezen kívül a szókincsben és a nyelvtanban is vannak különbségek. Gyakran „felújított késő korninak” nevezik. A késő korni írók gyakran angol helyesírással írták le a korni hangot, hogy az angol ábécé megfelelő hangot jelző betűjét használták. Például a 'jó' szót általában dâ alakban írták le, de le lehetett írni daa alakban is; a 'száj' szó betűzése mîz vagy meez. A Korni Nyelvi Tanácsot az sarkallta a felújított késő korni elfogadására, hogy egységesítsék a helyes betűzést a nyelv tanulhatósága érdekében. A helyesírást Gendall és Neil Kennedy egységesítette. Ez csökkentette a nyelvjárások használatát. (ahhoz hasonlóan, ahogy azt a modern korni idejében csinálták az írók).

### Kernewek Kemmyn (KK)
1986-ban Ken George továbbfejlesztette az egységes modern korni helyesírását (és fonológiáját), mely Kernewek Kemmyn (szó szerint. általános korni) néven vált ismertté. Ezután a Korni Nyelvtestület ezt fogadta el támogatott rendszernek. Közép korni alapon nyugszik, de a kiejtés szerinti írásmód elfogadásával sokkal rendszerezettebbé tette az írást, és első alkalommal kapcsolták össze világos szabályok a kiejtett és a leírt szót. Azt mondják, az új rendszert a korniul beszélők és az ezt a nyelvet tanulók többsége ujjongással fogadta, és a új helyesírás támogatói azt mondják, a tanárok is örömmel fogadták az új rendszert. Azonban több korni az egységesített kornit használja továbbra is. Nicholas Williams későbbi kritikái (lásd lejjebb) ellenére a Kernewek Kemmyn sok korniul beszélő támogatását elnyerte.

### Felújított egységesített korni nyelv
1995-ben az egységesített kornit Nicholas Williams egy újabb, felújított egységesített korni vagy UCR (Kernowek Unys Amendys) változattal cserélte le. UCR a hagyományos egységesített kornira épít, szabályozza a betűzést, de amennyire lehet, megtartja a közép korni helyesírását. Az UCR bevezetésénél az szolgált érvül, hogy az egyetlen hiteles korni szolgálhat útmutatóul a fonológia kialakításakor, és a szabályozások hatásaként egyik oldalról idegen elemek kerültek a nyelvbe, másrészt nem lehet tudni, hogyan magyarázza a különböző anyagokban meglévő különbségeket. A Kernewek Kemmynnel közösen, az UCR szintén a Tudor-korabeli és a késő korni prózai anyagokat használta, melyek Nance számára elérhetetlenek voltak. Williams ezzel a helyesírással 2000-ben adta ki Angol–Korni Szótárát; a második kiadás 2006-ban jelent meg. A többi helyesíráshoz hasonlóan az UCR szintén vannak támogatói és ellenzői is.

### Az egységesítés felé

#### Egységesítési programok
Ezek az írásbeli különbségek nem akadályozzák meg a korniul beszélőket, hogy egymás között hatékonyan kommunikáljanak. A kornit sikeresen újjáélesztették, hogy egy élő nyelv legyen. Azonban még ma is sokan dolgoznak azon, hogy egy egységes, pontos beszélt nyelv legyen belőle. A nyelvet leginkább az idősebb generáció beszéli, de már tanítják néhány korni általános és középiskolában.
A jelenlegi helyesírási zűrzavar miatt a Korni Nyelvi Társaság, egy felülvizsgálati időszakot kezdeményezett. Egy független Korni Nyelvi Bizottság – mely leginkább szociolingvisztikusokból és Cornwallon kívüli nyelvészekből áll – jelenleg a négy létező nyelvi változatot (UC, KK, RLC és UCR) vizsgálja, hogy ezek közül valamelyik alkalmas-e arra, hogy az egységes írott korni nyelv szerepét betöltse, vagy létre kell hozni egy ötödiket. Két csoport a kompromisszumos helyesírást indítványozta.
- Az UdnFormScrefys ('egységes írott forma') csoport egy Kernowak Standardnak nevezett helyesírást javasol, mely a hagyományos helyesíráson alapszik, és könnyen megfeleltethető a leírás és a kiejtés, kialakításakor mind a közép kornit, mind a késő kornit figyelembe vették.[22]
- A CLP Nyelvészeti Munkacsoportjának két tagja, Albert Bock és Benjamin Bruch egy Kernowek Dasunysnak nevezett helyesírást javasolnak mely a négy létező helyesírás összeegyeztetéséből jönlétre.[23]

#### Standard egységes forma (SWF)
2008 májusában a társaság megállapodott egy standard írott formában, amit a Cornwalli Megyei Tanács testületei is kötelezően használnak a közéletben és az oktatásban. A Korni Nyelvi Társaság a nyelv saját nevű hivatalos alakját Furv Savonek Skrifys formában állapította meg. A UCR és a KS használói a Form Standard Screfys kifejezést részesítik előnyben.
2008. május 9-én a Korni Nyelvi Társaság a napirend fő pontjaként elfogadta a standard egységes forma specifikációját. A korni nyelvnek mind a négy csoportja – az egységesített korni, az egységesített felújított korni, a Kernewek Kermyn és a modern korni is – képviseltette magát. A különböző nyelvcsoportok, mint a Kowethas an Yeth Kernewek, a Cussel an Tavaz Kernûak, a Kesva an Taves Kernewek és az Agan Tavas, vegyesen reagáltak a megállapodásra, azonban minden tárgyaló fél a megoldást és a végeredmény elfogadhatóságát tartotta szem előtt. A Korni Nyelvi Társaság lehetőséget kívánt biztosítani, hogy le lehessen győzni a nyelvjárások közötti korlátokat, és remélik, hogy a megállapodás fontos mérföldkő lesz a korni nyelv életében. Az SWF ratifikálásáról a szavazást 2008. május 19-én tartották, majd a szavazás után bejelentették, hogy az egységes írott formát elfogadták. Eric Brooke, a Korni Nyelvi Társaság elnöke a következőket mondta: "Ez egy fontos előrelépés jele a korni nyelv életében. Ezzel a lépéssel ugyanakkor lehetőséget biztosítunk a korni nyelv számára, hogy Cornwall-szerte része legyen életünknek."

## Kultúra

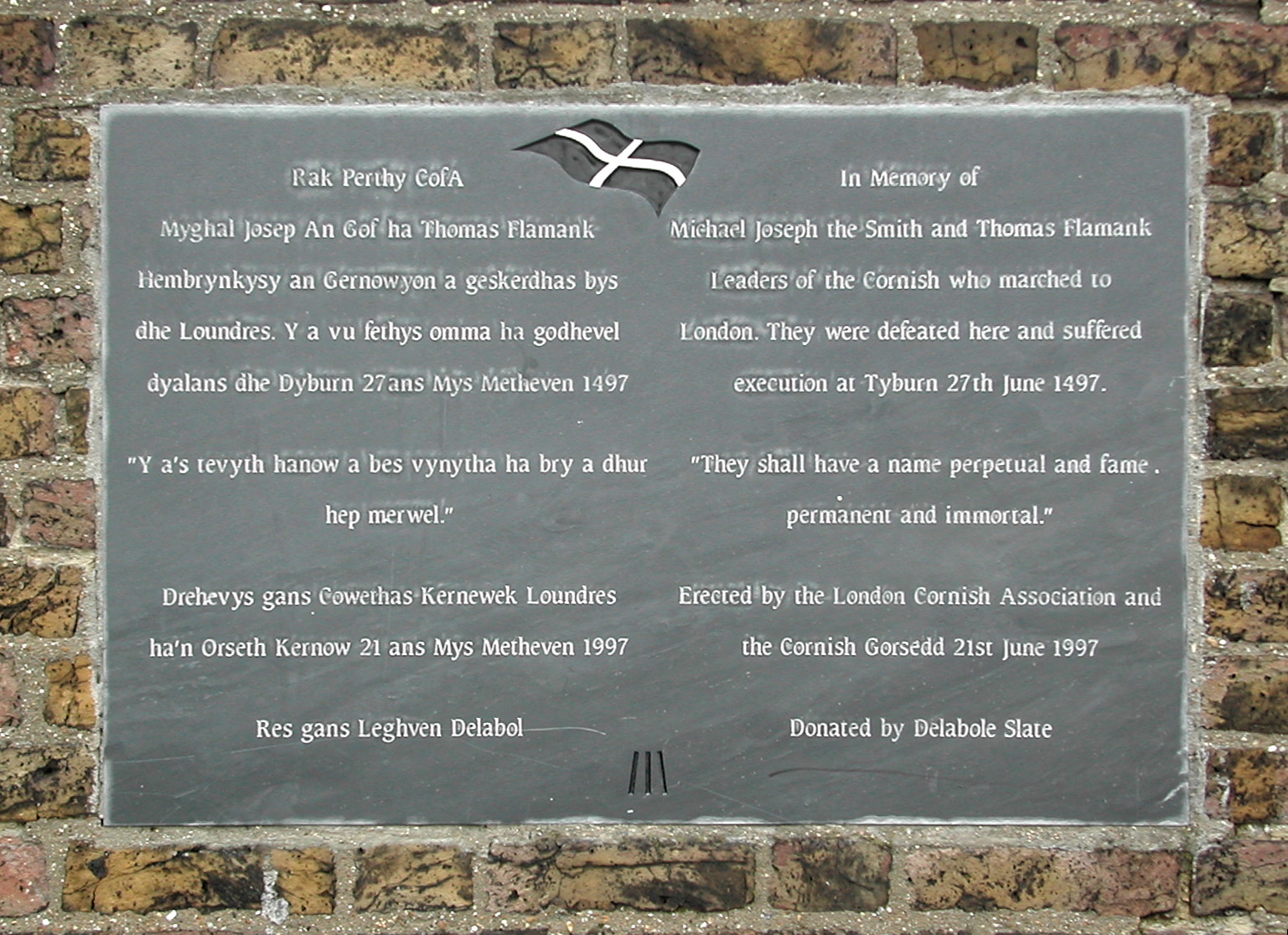
Emlékplakett Michael Joseph the Smith (An Gof) emlékére korni és angol nyelven a Blackheath északi oldalán, London délkeleti részén a Greenwich Park déli bejáratához közel.

Cornwallnak több, a nyelvvel kapcsolatos kulturális rendezvénye van, többek között az 1997-ben, St. Ives-ben tartott nemzetközi kelta filmfesztivál, ahol a programban korni, angol és francia filmek is szerepeltek. Számos film részt vett, többet televízióra is adaptáltak. A liskeardi Gwynn ha Du bolthoz hasonlóan, több bolt is árul korni nyelvű könyveket. Sok cég használ korni nevet. Az éjszakai orvosi ügyeletet Cornwallban Kernow Urgent Care-nek hívják. Most már több iskolában tanítják a kornit, előtte csak egyetemi szinten a University of Wales oktatta, habár ezen a nyelven a most elérhető képzés a korni tanulmányok szakon a Exeteri Egyetem keretein belül vagy a Walesi Egyetem által indított, távoktatásban tartott walesi szak. 2008 márciusában Benjamin Bruch elkezdte a nyelvet a kelta tanulmányok előadásán Ausztriában a Bécsi Tudományegyetemen tanítani.
Az Egyesült Királyság kormánya az Európai Regionális és Kisebbségi Nyelvek Kartája részeként elismerte a kornit országának egyik kisebbségi nyelveként. Ez többévnyi nyomásgyakorlást követően történt meg, amit a Mebyon Kernow és a Kesva an Taves Kernewek fejtett ki a vezetésre.
Az Újszövetség első teljes korni változata, Nicholas Williams fordításában 2002-ben jelent meg Testament Noweth agan Arluth ha Savyour Jesu Cryst címen, Easterben a Spyrys a Gernow kiadónál jelent meg (ISBN 0-9535975-4-7). A könyv az egységesített felújított korni helyesírást használja. A fordítás a görög szöveg alapján történt, és átszerkesztéssel tartalmazza John Tregear létező fordításait is.
2004 augusztusában a Kesva an Taves Kernewek az Újszövetség egy újabb fordítását adta ki (ISBN 1-902917-33-2). A fordítást Gorseth Kernow hat bárdja Keith Syed vezetésével készítette. A könyv a Kernewek Kemmyn helyesírást használja. Egy ceremónia keretében a truri székesegyházban a canterburyi érsek jelenlétében mutatták be.
A Kelta Kongresszus és a Kelta Liga olyan szervezetek, melyek támogatják a kelta nemzetek egységét, hogy megvédjék nyelvüket, kultúrájukat, s érdekeltek a korni nyelv ügyében is.
Az angol zeneszerző Peter Warlock, a kelta nyelvek rajongója írt egy korni karácsonyi éneket. Richard D James elektromos zenész gyakran használ korni neveket zenéinek címeként; ezek közül leghíresebb a DrukQs album.

## Fonetika és fonológia
A hagyományos korni kiejtést csak találgatni lehet, de a felújított korni változatai többé kevésbé megegyenek a használt betűkben és ezek fonológiai értékében.

### Mássalhangzók
Ez a táblázat a felújított korni fonológiáját a felújított egységesített korni helyesírást alapul véve mutatja be és a nemzetközi fonetikai ábécé (IPA) jeleit használja.
|             | bilabiális | labio- dentális | fogközi | fogmedri | post- fogmedri | kemény szájpadlási | labio-így | íny | hangréses |
| ----------- | ---------- | --------------- | ------- | -------- | -------------- | ------------------ | --------- | --- | --------- |
| zárhang     | p b        |                 |         | t d      |                |                    |           | k g |           |
| nazális     | m          |                 |         | n        |                |                    |           | ŋ   |           |
| réshang     |            | f v             | θ ð     | s z      | ʃ ʒ            |                    |           | x   | h         |
| approximant |            |                 |         | ɹ        |                | j                  | ʍ w       |     |           |
| laterális   |            |                 |         | l        |                |                    |           |     |           |

### Magánhangzók
Ez a táblázat a felújított korni magánhangzóit a felújított egységesített korni helyesírást alapul véve mutatja be és a nemzetközi fonetikai ábécé (IPA) jeleit használja.
|               | elölképzett | középen képzett | hátulképzett |
| ------------- | ----------- | --------------- | ------------ |
| zárt          | y           |                 |              |
| közel zárt    | ɪ           |                 | ʊ            |
| középső       |             | ə               |              |
| középső nyílt | ɛ œ         |                 | ɔ            |
| közel nyílt   | æ           |                 |              |
| nyílt         | a           |                 | ɒ            |

|               | elöl  | hátul |
| ------------- | ----- | ----- |
| zárt          | iː yː | uː    |
| középső zárt  | eː øː |       |
| középső nyílt |       | ɔː    |
| közel nyílt   | æː    |       |
| nyílt         |       | ɒː    |

## Nyelvtana
A korni az indoeurópai nyelvek kelta ágához tartozik, és számos tulajdonságában hasonlít a többi belső kelta nyelvre. Ezek közé tartozik:
- A kezdő mássalhangzó változása. A nyelvtani környezettől függően a korni szavak kezdő mássalhangzója megváltozhat. A korni nyelvben négy ilyen hasonulás van (összehasonlítva a walesi hárommal és az ír kettővel). Ezek a puha (b → v, stb.), kemény (b → p), hehezetes (b változatlan, t → th) és kevert (b → f).

| Változtatott mássalhangzó | Lágy változás | Hehezetes változás | Kemény változás | Vegyes változás |
| ------------------------- | ------------- | ------------------ | --------------- | --------------- |
| p                         | b             | f                  |                 |                 |
| t                         | d             | th                 |                 |                 |
| c, k                      | g             | h                  |                 |                 |
| b                         | v             |                    | p               | f               |
| d                         | dh            |                    | t               | t               |
| g1                        | eltűnik       |                    | c, k            | h               |
| g²                        | w             |                    | c, k            | wh              |
| gw                        | w             |                    | qw              | wh              |
| m                         | v             |                    |                 | f               |
| ch                        | j             |                    |                 |                 |

1 Nem kerekített magánhangzók, l, és r után (ha nem kerekített magánhangzó követi).
Kerekített magánhangzók, és r után (ha kerekített magánhangzó követi).
- ragozó (vagy igeragozó) prepozíciók. Egy prepozíció egy személyes névmással együtt használva egy külön szóforma. Például a gen (-val, -vel, által) + me (engem) → genam; gen + ev (hímnemű őt) → ganjo.
- A nyelv nem használ határozatlan névelőt. Cath jelentése „egy macska” (azonban használnak határozott névelőt: an gath jelentése „a macska”).

### Személyes névmások
| Személy  | Egyes szám            | Többes szám |
| -------- | --------------------- | ----------- |
| Első     | me                    | ny          |
| Második  | che                   | why         |
| Harmadik | ev (masc.), hy (fem.) | anjy, jy    |

## Nyelvjárások
A felújított korninak négy helyesírási rendszere van, de nyelvtanilag az egységesített korni és a hagyományos korni a közép kornira hasonlít, míg a felújított késői korni a késői kornira hasonlít. Az UCR a kettő között, de a közép kornihoz közelebb áll. A két új javasolt helyesírási kompromisszum, a Kernowak Standard és a Kernowek Dasunys a felújított korni mindkét nyelvjárását használja.
Az is lehetséges, hogy a korni különböző változatait beszélték Devonban még a 14. században is: A Devonshire-i Szövetség elnöke, Sir Henry Duke, 1922-ben azt mondta: "A Plantagenete-ek idején különböző írók biztosították a brit terjeszkedés folyamatosságát és a nyelvi fölényt Devon déli és nyugati részén. Például Risdon, azt mondja, hogy a kelta nyelvet Dél-Hamsban I. Edward idejében is beszélték".
Több devoni Joseph Biddulph a 'Kézikönyv a nyugati britonihoz' című kiskönyve alapján kezdett el korniul tanulni, A könyv újjá akarja éleszteni az elképzelt délnyugati briton nyelvet, amit 700 körül beszéltek a félszigeten. Azonban az ilyen témájú kiskönyveket más tudósok hevesen ellenezték.

## Példák

### Összehasonlító táblázat
A táblázat összehasonlít néhány korni szót (ezek UCR, Kernewek Kemmyn ortográf és standard írott formáját) ennek testvér- és unokatestvér nyelveivel összehasonlítva.
| kornii (SWF) | walesi           | breton      | ír                | skót            | manx        | magyar   |
| ------------ | ---------------- | ----------- | ----------------- | --------------- | ----------- | -------- |
| Kernowek     | Cernyweg         | Kerneveureg | Coirnis           | Còrnais         | Cornish     | korni    |
| gwenenen     | gwenynen         | gwenanenn   | beach             | seillean, beach | shellan     | méh      |
| cador        | cadair           | kador       | cathaoir          | cathair         | caair       | szék     |
| keus         | caws             | keuz        | cáis              | càise           | caashey     | sajt     |
| en-mes       | tu fas, tu allan | er-maez     | bealach amach     | dol a-mach      | dorrys magh | kijárat  |
| codha        | disgyn, syrthio  | kouezhañ    | tit               | tuiteam         | tuitt       | esni     |
| gaver        | gafr             | gavr        | gabhair           | gobhar/gabhar   | goair       | kecske   |
| chy          | tŷ               | ti          | teach             | teach, tigh     | thie        | ház      |
| gweus        | gwefus           | gweuz       | bruas             | bile/liopa      | meill       | ajak     |
| heyl         | aber             | aber        | inbhear           | inbhir          | inver       | torkolat |
| niver        | rhif, nifer      | niver       | uimhir            | àireamh         | earroo      | szám     |
| peren        | gellygen, peren  | perenn      | piorra            | peur            | peear       | körte    |
| scol         | ysgol            | skol        | scoil             | sgoil           | scoill      | iskola   |
| megy         | ysmygu           | mogediñ     | caith             | smoc            | jaagh       | füstölni |
| steren       | seren            | steredenn   | réalt             | reul            | rolt        | csillag  |
| hedhyw       | heddiw           | hiziv       | inniu             | an-diugh        | jiu         | ma       |
| whibana      | chwibanu         | c'hwibanat  | bheith ag feadaíl | fead            | -           | fütyülni |
| whel         | chwarel          | arvez       | cairéal           | coireall        | quarral     | bánya    |

### Gyakori kifejezések
A lejjebb látható írásmód és kiejtés a standard egységes forma ajánlásait követi:
| Korni                                  | IPA                                           | Magyar                                        |
| -------------------------------------- | --------------------------------------------- | --------------------------------------------- |
| Myttin da                              | [ˈmɪttin ˈdaː]                                | „Jó reggelt”                                  |
| Dydh da                                | [ˈdɪːð ˈdaː]                                  | „Jó napot”                                    |
| Fatla genes?                           | [ˈfatla ˈgɛnɛs]                               | „Hogy vagy?”                                  |
| Yn poynt da, meur ras                  | [ɪn ˈpɔjnt ˈdaː mœr ˈraːs]                    | „Köszönöm, jól!”                              |
| Py eur yw?                             | [ˈpɪː ˈœːr ɪw]                                | „Mennyi az idő?”                              |
| Ple'ma Rysrudh, mar pleg?              | [ˈplɛː maː ˈrɪˑzryð mar ˈplɛːg]               | „Kérem, hol van Redruth?”                     |
| Yma Rysrudh ogas dhe Gambron, heb mar! | [ɪˈmaː ˈrɪˑzryð ˈɔˑgas ðɛ ˈgambrɔn hɛb ˈmaːr] | „Redruth természetesen Camborne mellett van.” |

## Fordítás
- Ez a szócikk részben vagy egészben  a   Cornish language című angol Wikipédia-szócikk ezen változatának fordításán alapul.  Az eredeti cikk szerkesztőit annak laptörténete sorolja fel. Ez a jelzés csupán a megfogalmazás eredetét és a szerzői jogokat jelzi, nem szolgál a cikkben szereplő információk forrásmegjelöléseként.*

## Külső hivatkozások
- Ferdinand, Siarl (2013). Brief History of the Cornish language, its Revival and its Current Situation. E-Keltoi, Vol. 2, 2 Dec. pp. 199–227
- A Korni Nyelvi Társaság honlapja
- Az UdnFormScrefys' oldala az ajánlott kompromisszumos helyesírásról, a Kernowak Standardról
- Bock és Bruch az ajánlott helyesírási kompromisszumról, a Kernowek Dasunysról
- Blas Kernewek – A korni íze – a BBC Cornwall alapszintű nyelvtanfolyama
- An Burow – korni hírek
- A Korni Nyelv Baráti Köre
- A korni az Egyesült Királyság oktatási rendszerében
- A korni ma Kenneth MacKinnon – a BBC-től
- Nemzetközi Kelta Kongresszus
- korni nyelvű Wikiforrás, ingyenes szövegek gyűjteménye
- The Ordinalia
- Rövid angol–korni–japán kifejezéskönyv kiejtéssel
- Henry Jenner A korni nyelv kézikönyve A Project Gutenberg eBook

### Bibliai anyagok
- Bibel Kernewek Korni Bibliafordítási Projekt
- Testament Noweth – Újszövetség korniul

### Szótárak
- Angol–korni szótár, UCR helyesírással; 2. kiadás
- Korni–angol szótár: a Webster's Online Dictionarytől Rosetta Edition.
- Lexicon Cornu-Britannicum: a Dictionary of the Ancient Celtic Language of Cornwall by Robert Williams, Llandovery, 1865.